# Richard-Toll

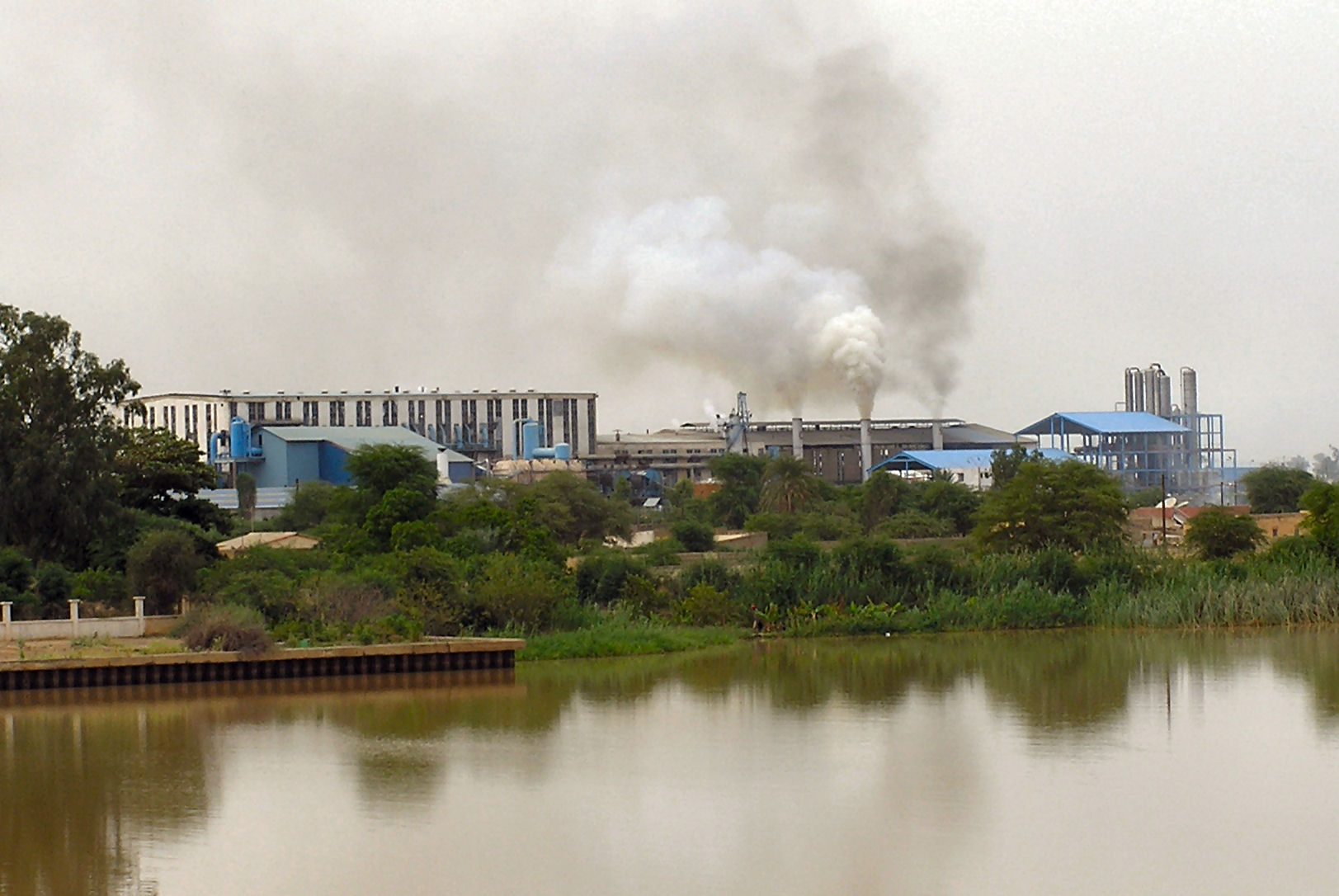
Sockerfabrik vid Richard-Toll.

Richard-Toll är en stad i norra Senegal och är belägen vid Senegalfloden, vid gränsen mot Mauretanien. Den ligger i regionen Saint-Louis och hade 57 878 invånare vid folkräkningen 2013. Stadens viktigaste industri är sockerproduktion.